# Pedoulas
Pedoulas (griechisch Πεδουλάς [pɛðuˈlas] (m. sg.)) ist eine Gemeinde im Bezirk Nikosia in der Republik Zypern. Bei der Volkszählung im Jahr 2021 hatte sie 139 Einwohner. Der Name soll auf die Wörter pediada (Tal) und laos (Volk) zurückgehen.

## Lage und Umgebung

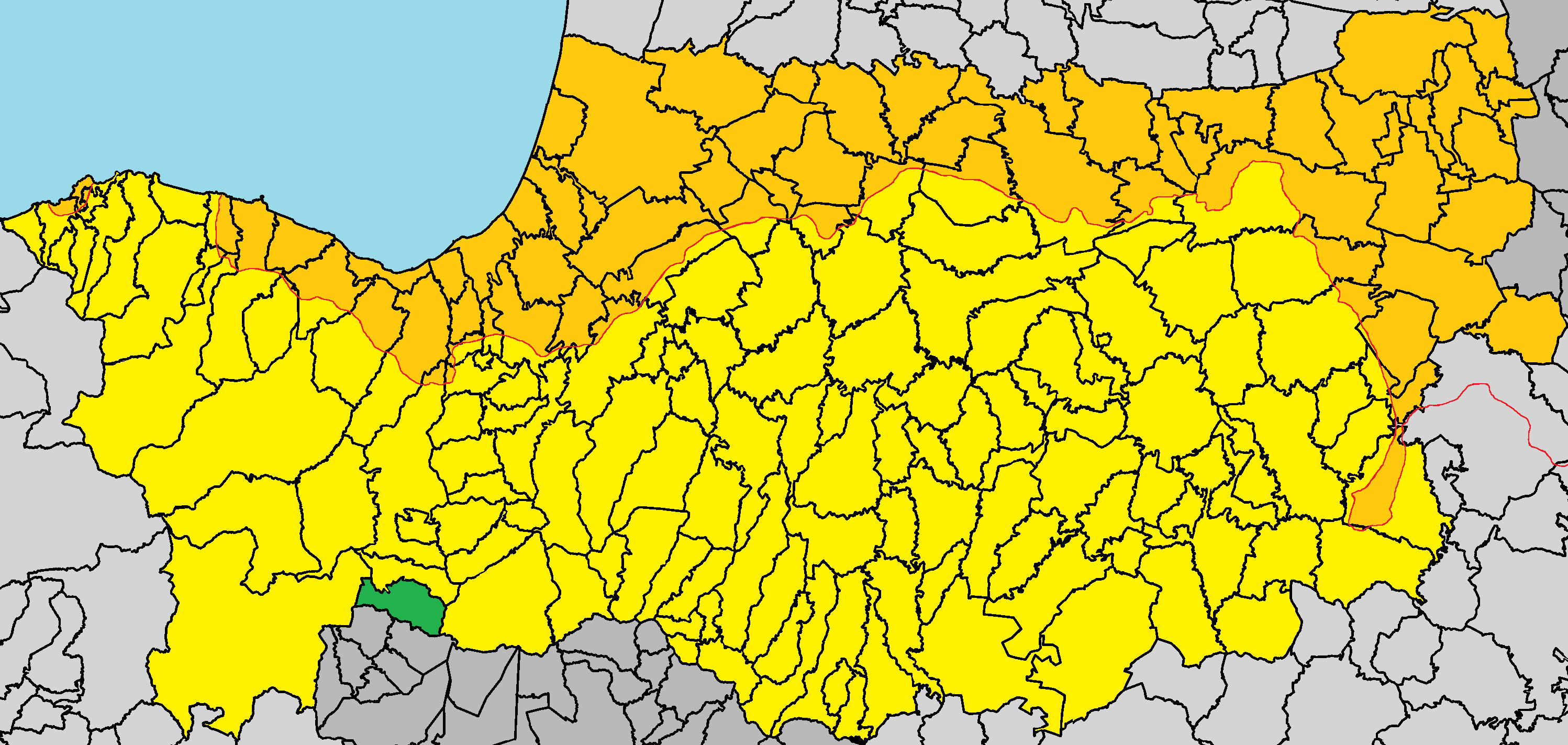
Lage im Bezirk Nikosia

Pedoulas liegt im Marathasa-Tal des Troodos-Gebirges auf der Mittelmeerinsel Zypern auf einer Höhe von etwa 1090 Metern, etwa 75 Kilometer von Nikosia, 55 Kilometer von Limassol, 125 Kilometer von Larnaka und 85 Kilometer von Paphos entfernt. Das 10,9132 Quadratkilometer große Dorf grenzt im Norden an Moutoullas, im Osten an Kakopetria, im Süden an Prodromos und Lemithou und im Westen an Mylikouri. Das Dorf kann über die Straßen E908, E912 und E938 erreicht werden.
Der Fluss Setrachos fließt durch das Dorf und bildet ein tiefes Tal. Etwas südlich, südöstlich und südwestlich der Siedlung befinden sich die Quellen des Setrachos. Die Landschaft ist gebirgig und das Dorf ist von hohen Berggipfeln, steilen Berghängen und Gebirgskämmen umgeben. Pedoulas verzeichnet einen hohen durchschnittlichen Jahresniederschlag von 919 Millimetern. In der Region werden Weinreben, verschiedene Obstbäume (hauptsächlich Kirschen, Äpfel, Birnen und Pfirsiche), Walnüsse, Mandeln und einige Oliven angebaut.

## Geschichte
Pedoulas wird in mittelalterlichen Quellen nicht unter seinem heutigen Namen erwähnt, jedoch deuten archäologische und kirchliche Zeugnisse auf eine Siedlung bereits im Mittelalter hin. Die Region Marathasa, zu der Pedoulas gehörte, war während der Herrschaft der Lusignaner von hoher Bedeutung und größtenteils königlicher Besitz. Es wird angenommen, dass Pedoulas Teil dieses Gebiets war, auch wenn der Ortsname damals möglicherweise nicht separat aufgeführt wurde.

### Bevölkerungsentwicklung
Die folgende Tabelle zeigt die Bevölkerung des Dorfes, wie sie in den in Zypern durchgeführten Volkszählungen erfasst wurde.
| Jahr      | 1881 | 1891 | 1901 | 1911 | 1921 | 1931 | 1946 | 1960 | 1976 | 1982 | 1992 | 2001 | 2011 | 2021 |
| Einwohner | 543  | 566  | 670  | 782  | 825  | 1108 | 1322 | 1140 | 1047 | 494  | 293  | 191  | 132  | 138  |

## Kultur und Sehenswürdigkeiten

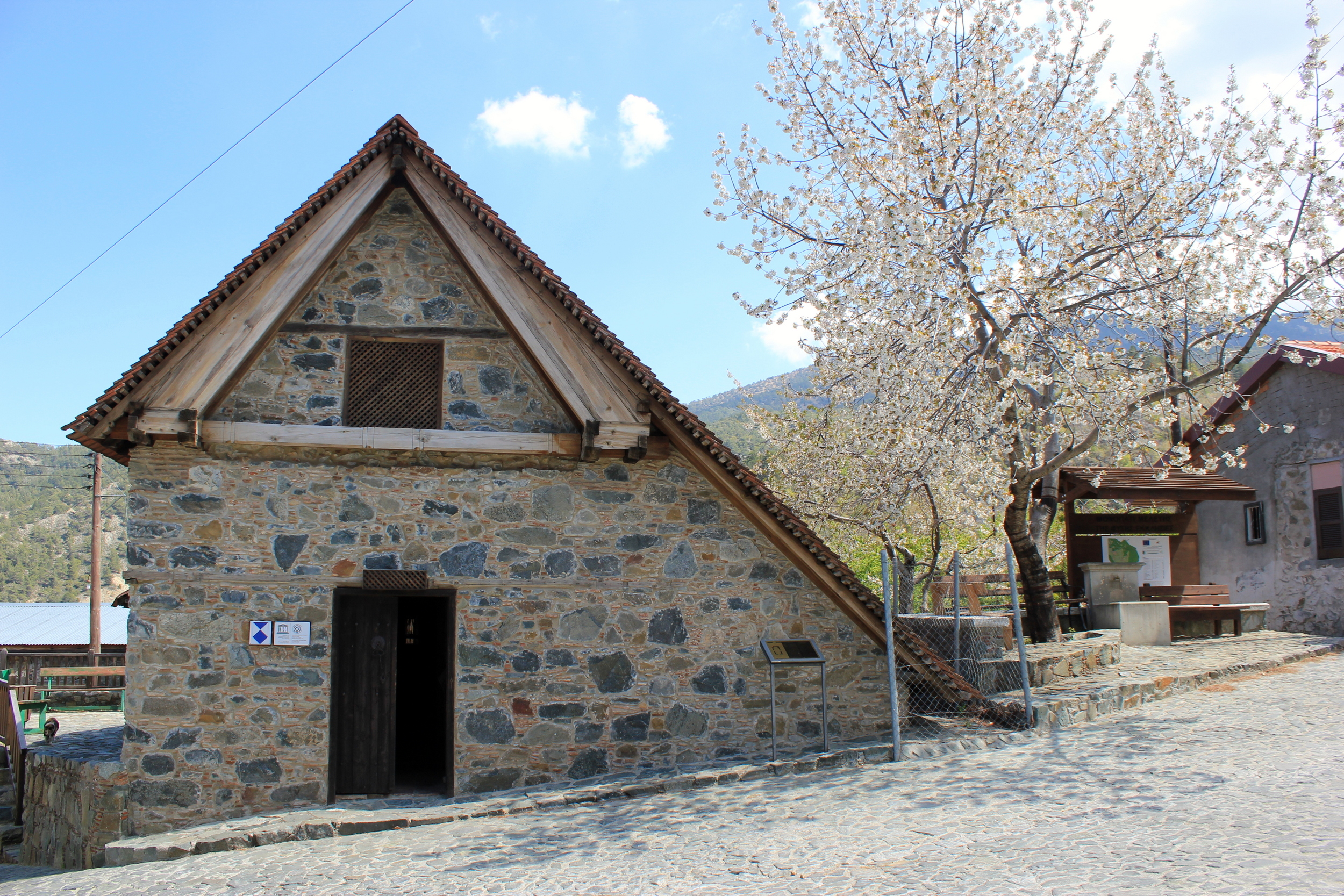
Außenansicht der Kirche Archangelos Michail

Bekannt ist Pedoulas vor allem als Standort der Kirche Archangelos Michail (Kirche des Erzengels Michael), einer der zehn zum UNESCO-Welterbe gehörenden Scheunendachkirchen. Darüber hinaus hat der Ort noch elf weitere Kirchen und Kapellen.
In Pedoulas gibt es zwei Museen: das 1999 eröffnete Byzantine Museum, in dem vor allem Ikonen ausgestellt sind, sowie das 2005 eröffnete Folkloric Museum.
Pedoulas ist mit seinen Hotels und Lokalen ein Zentrum des Tourismus im Troodos-Gebirge.

## Bildung
Bereits Mitte des 19. Jahrhunderts wurde in Pedoulas eine der ersten Schulen der Region gegründet. Der Metropolit von Kyrenia, Meletios, richtete sie um 1855 ein. Später folgten eine koedukative Gemeindeschule sowie mehrere Alphabetisierungsschulen, in denen bedeutende Geistliche und Laien ihre erste Bildung erhielten. Pedoulas war lange ein Zentrum der regionalen Bildung, zuletzt mit einem bis 2004 betriebenen Gymnasium, das Schüler aus mehreren Marathasa-Dörfern aufnahm.